# Der Weg zum Reichtum (film 1916)
Der Weg zum Reichtum è un film muto del 1916 diretto da Hubert Moest.

## Produzione
Il film fu prodotto da Franz Vogel per la Eiko Film GmbH.

## Distribuzione
Con il visto di censura datato febbraio 1916, il film uscì nelle sale cinematografiche tedesche nel marzo 1916..